# Bruno Elkouken
Bruno Elkouken (né à Sosnowiec en Pologne le 3 septembre 1893 et mort à Paris 14e le 4 mars 1968) est un architecte français.

## Biographie
Elkouken est un architecte français d'origine juive polonaise (exilé aux États-Unis pendant la Seconde Guerre mondiale). 
Les années 1930 voient naître à Paris les prémices du mouvement moderne, à travers quelques immeubles réalisés par Bruno Elkouken, très emblématiques avec leurs formes géométriques. Cependant ceci ne remet pas en question la disposition traditionnelle des immeubles parisiens, tels qu’ils sont érigés depuis le XIXe siècle, à tel point qu’Elkouken se lance dans la course pour l’École de Paris. À partir de 1937, il séjourne aux États-Unis puis en 1940 effectue à Tarbes son service militaire volontaire. En août 1941, il demande à Auguste Perret de soutenir sa candidature auprès de l'association professionnelle, l'ordre des architectes, qu’il intègre finalement en 1945. Après la Seconde Guerre mondiale, à la demande de Jean Niermans alors à Dunkerque, il intègre le centre de planification à la reconstruction de la ville, sous la direction de l'architecte en chef Jean Niermans.
En 1929, il intègre le CIAM (Congrès international d'architecture moderne). En 1945, il devient membre de l'UAM (Union des architectes modernes)

## Principales réalisations

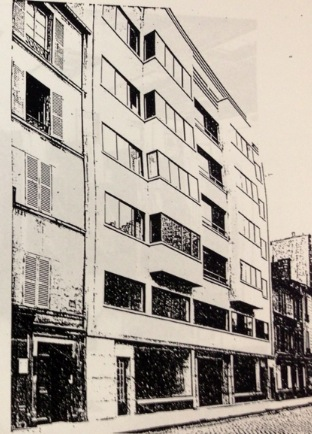
Façade du 138 rue du Théâtre.

- 1931 : immeuble du 138 rue du Théâtre, dans le 15e arrondissement de Paris : 
L'immeuble est très caractéristique du mouvement moderne, avec sa façade dépourvue de tout ornement, ses baies horizontales et ses deux bow-windows rectangulaires. « Il échappe à la sécheresse et à la monotonie par quelques détails inspirés, comme les garde-corps des balcons des sixième et septième étages ou quelque peu surréaliste comme cet unique lampadaire en forme de globe, seul à éclairer une cour d'une densité pourtant oppressante. L'architecte de talent se reconnaît à l'escalier extérieur présent sur la cour et dont les paliers sont autant de balcons et les volées prétextes au seul ornement de tout l'immeuble qu'est la balustrade » note-t-on dans L'architecture des années trente.
- 1932-1934 : 216 boulevard Raspail, dans le 14e arrondissement de Paris :
L'immeuble est formé de verrières en bow-windows sur deux étages pour accentuer le jeu de volumes cubistes de la façade. D'autant que les étages supérieurs en terrasse sont en retrait. La composition abstraite est accentuée par le graphisme des menuiseries métalliques noires. Achevé en 1934, il s'agit d'une commande de l'industrielle des cosmétiques Helena Rubinstein. Le bâtiment comprend un théâtre au rez-de-chaussée – futur Studio Raspail –, des appartements et des ateliers d'artistes. Helena Rubinstein vit dans le penthouse, somptueusement aménagé de meubles Art déco et de sa collection d’œuvres d’art. La décoration est due à Ernő Goldfinger[3],[4].
- 1932 : immeuble du 146 boulevard du Montparnasse :
L'immeuble est blanc, formé de longues baies horizontales, un angle arrondi, deux derniers étages en terrasse et en contre-courbes pour rester fidèle à l'esthétique « paquebot » alors en vogue.